# Zhuanlema peteri
Genre
Espèce
Zhuanlema peteri, unique représentant du genre Zhuanlema, est une espèce d'araignées aranéomorphes de la famille des Telemidae.

## Distribution
Cette espèce est endémique de la province de Luang Prabang au Laos,. Elle se rencontre à Nong Khiao dans la grotte Tham Pathok.

## Description
La femelle paratype mesure 1,18 mm.

## Étymologie
Cette espèce est nommée en l'honneur de Peter Jäger.

## Publication originale
- Zhao, Li & Zhang, 2020 : Taxonomic revision of Telemidae (Arachnida, Araneae) from East and Southeast Asia. ZooKeys, no 933, p. 15-93 (texte intégral).